# Julien Sewering
Julien Sewering (* 8. Dezember 1988 in Wees) ist ein deutscher Webvideoproduzent, Blogger, Satiriker und Rapmusiker. Zudem war er als Musikwettbewerbsveranstalter tätig. Seit 2017 veröffentlicht er seine Musik unter dem Künstlernamen Julien Boss.

## Leben
Sewering stammt aus Schleswig-Holstein. Laut eigenen Angaben ist er der Sohn eines Polizisten, hat drei Geschwister und ein Großvater stamme aus Italien. Im Jahr 2009 arbeitete Sewering für eine Videoproduktionsfirma. Außerdem diente er laut eigenen Angaben zwei Jahre lang in der Bundeswehr.

## Webvideos

### JuliensBlog
Am 29. Mai 2011 startete Sewering seinen YouTube-Kanal JuliensBlog. Vorgänger dieses Kanals war Juliens Hateblog, der auf Druck Sewerings damaligen Arbeitgebers wieder eingestellt wurde.
In seinen ersten Videos sprach Sewering seine Meinung und Kritik zu einem Thema an und unterlegte dies mit Schaubildern. In späteren Videos trat Sewering, auf einem Sofa sitzend, vor der Kamera auf und vertrat seine Meinung.
Am 11. Juli 2019 veröffentlichte er nach vier Jahren ein neues Video mit dem Namen JuliensBlog – Comeback. Es folgten allerdings nur acht Videos bis zum Jahr 2022. Danach stellte Sewering die Aktivität erneut ein.

### JuliensBlogBattle
Das JuliensBlogBattle (kurz JBB) wurde von Julien Sewering als Reaktion auf den Disstrack „Nobody“, des Künstlers Sun Diego am 24. März 2012 in der dazugehörenden „Rapanalyse“, angekündigt. Es startete am 20. April 2012 auf dem YouTube-Kanal JuliensBlog mit der so genannten „HALL OF SHAME“, einem Format, in dem er die Qualifikation der aus seiner Sicht schlechtesten Künstler vorstellte und anschließend analysierte.
Seit dem 6. Juli 2012 existiert Juliens Zweitkanal JuliensBlogBattle, auf dem regelmäßig Battle-Rap-Turniere in Form von Musikvideos verschiedener Künstler ausgetragen wurden. Der Kanal erlangte eine gewisse Beliebtheit. So hat er über 1,39 Millionen Abonnenten und über 850 Millionen Aufrufe (Stand Februar 2024). Das JuliensBlogBattle war das meistgesehene deutschsprachige Battle-Rap-Turnier, vor dem VideoBattleTurnier.
Das Turnier wurde im Stil des K.-o.-Systems ausgetragen, in denen die Like- (bzw. Dislike-)anzahl der Zuschauer und die Einschätzung von Julien über das Aufsteigen in die nächste Runde entschied. Teilgenommen haben unter anderem die Rapper SpongeBOZZ, Der Asiate, 4tune, Gio, EnteTainment, Punch Arogunz, Johnny Diggson und GReeeN. Durch das JBB konnten einige vorher unbekannte Rapper die Album-Charts erreichen, dies trifft zum Beispiel auf SpongeBOZZ, EnteTainment und GReeeN zu.
2016 pausierte Julien das JBB, um die JuliensMusicCypher auszutragen, einen stärker auf die Musik ausgelegten Wettbewerb. Den Sieg beim JMC 2016, dessen Teilnehmerfeld aus 64 Teilnehmern bestand, erlangte Gary Washington.
2014 wurde SpongeBOZZ zum „God of Battle“ benannt, nachdem er einen 35-minütigen Diss gegen Gio veröffentlicht hatte, und Gio darauf aufgab. Den Titel bekam er, weil er 2013 das sogenannte Kingfinale gegen 4tune gewann und 2014 gegen Gio. Das JuliensBlogBattle 2018 gewann Timatic, ebenso die Auszeichnung „King of Kings“.

### Aufgabe der Meinungsvideos und Turniere
Nach Aussagen aus seiner Musik hat Sewering das Produzieren von Meinungsvideos sowie das Veranstalten von Turnieren aufgegeben. Unter anderem sei einer der Gründe, dass solche Videos sich mit den Änderungen der Richtlinien von YouTube nicht mehr finanziell lohnen würden. Im Jahr 2025 wurde noch einmal ein letztes Turnier angekündigt, mit dem ein krönender Abschluss der JuliensBlogBattles gelingen sollte.

### Verurteilung wegen Volksverhetzung
Auf den bislang größten negativen Widerhall stieß im Jahr 2015 Sewerings Video JuliensBlog #21 – GDL (Bahnstreik), das wenige Tage nach seiner Veröffentlichung vom Urheber entfernt wurde. Darin forderte Sewering den Massenmord der GdL-Lokführer durch Vergasung im KZ Auschwitz. Er bot in diesem Video an, den Zug zur Selektierrampe unentgeltlich zu steuern. Dabei wird das Video mit einem Bild des Konzentrationslagers untermalt. Gegen Sewering wurde daraufhin Anzeige erstattet sowie ermittelt. In der Folge erging ein Strafbefehl des Amtsgerichts Tecklenburg über eine Freiheitsstrafe von zehn Monaten, ausgesetzt zur Bewährung über zwei Jahre, sowie 14.000 € Geldstrafe. Gegen diesen Strafbefehl legte Sewering Einspruch ein. Er argumentierte damit, dass er in seinen Videos als Schauspieler tätig sei und die dort vertretenen Meinungen nicht seine eigenen seien. Das Gericht folgte dieser Argumentation jedoch nicht und wies die Berufung auf die Kunstfreiheit zurück. Sewering wurde rechtskräftig zu acht Monaten Haft, ausgesetzt über eine Bewährungszeit von drei Jahren, sowie 15.000 € verurteilt. Ihm wurden ferner die Kosten des Verfahrens auferlegt.

## Musiker
Am 28. März 2013 veröffentlichte Sewering sein bereits für den 12. Dezember 2012 geplantes Album ANALyse. Das Album enthält überwiegend Disstracks, die Künstler wie Haftbefehl, Farid Bang und Fler thematisieren. Das Video zu der auf dem Album enthaltenen Single „11. September“ sollte indiziert werden.
Zwischen 2017 und 2020 veröffentlichte Sewering unter dem Künstlernamen Julien Boss neun Songs, teilweise gemeinsam mit Bass Sultan Hengzt und Timatic. Darunter waren Disstracks gegen PA Sports und Juri. Sechs dieser Songs wurden mittlerweile von Sewerings Kanälen gelöscht.
Julien Sewering selbst wurde in Disstracks von PA Sports, Money Boy und John Webber angegriffen.
Nachdem er sowohl seine Meinungsvideos als auch das Veranstalten von Rapturnieren eingestellt hatte, veröffentlichte Sewering auf dem Kanal des JuliensBlogBattles innerhalb von drei Monaten 14 Songs, die jedoch alle deutlich weniger Aufmerksamkeit als seine vorigen Formate erregten.

### Diskografie

#### Studioalben
- 2013: ANALyse
- 2023: Chefmusik I
- 2024: Chefmusik II

#### Singles
- 2011: All in (feat. MaKz)
- 2012: 11. September
- 2012: Chamela
- 2012: Schmink Boss
- 2013: ANALyse
- 2017: Grabrede
- 2019: Streifschüsse (mit Timatic)
- 2019: F(|)tze
- 2019: Kugeln bei Nacht
- 2019: Es ist Juri
- 2019: Indexmusik (feat. Bass Sultan Hengzt)
- 2020: Keine Rendezvous
- 2020: 11. September (2020)
- 2020: Besinnliches Fest
- 2023: Fehler
- 2023: Auf der Suche nach Gold
- 2023: Drehzahl
- 2023: Fatality
- 2023: Wieder aktiv
- 2023: Hass für die Szene, Liebe für die Fam
- 2023: Es tut mir leid
- 2023: Spotifier
- 2023: Neue Ära
- 2023: Chefmusik
- 2023: Underdog
- 2023: Zweites Kapitel
- 2023: Underrated
- 2023: Outro (32Bars)
- 2024: Asche (Intro)
- 2024: Boss aller Bosse
- 2024: Kingshit
- 2024: In Contenance
- 2024: Kein Pardon
- 2024: Effizient
- 2024: Kettensäge
- 2024: Ultima Ratio
- 2024: Außenseiter
- 2024: Bad To The Bone
- 2024: Benzin ft. JuliensBlog
- 2024: Xylophonnoten
- 2024: Kapitel 1 (KEIN ADHS)
- 2024: Kapitel 2 (LEBENSZEICHEN)
- 2024: Outro

Weitere Veröffentlichungen
- 2020: Geht nicht gibts nicht (mit Bass Sultan Hengzt)